# Villiers-en-Bois
Villiers-en-Bois ist eine französische Gemeinde mit 124 Einwohnern (Stand 1. Januar 2022) im Département Deux-Sèvres in der Region Nouvelle-Aquitaine (vor 2016 Poitou-Charentes). Sie gehört zum Arrondissement Niort und zum Kanton Mignon-et-Boutonne.

## Geographie
Villiers-en-Bois liegt etwa 22 Kilometer südsüdöstlich von Niort an der Boutonne. Umgeben wird Villiers-en-Bois von den Nachbargemeinden Marigny im Norden, Les Fosses im Nordosten, Chizé im Osten, Le Vert im Südosten und Süden, Plaine-d’Argenson im Süden und Westen sowie Beauvoir-sur-Niort im Nordwesten.

## Bevölkerungsentwicklung
| Jahr                       | 1962 | 1968 | 1975 | 1982 | 1990 | 1999 | 2006 | 2019 |
| Einwohner                  | 141  | 115  | 104  | 106  | 135  | 150  | 156  | 121  |
| Quellen: Cassini und INSEE |      |      |      |      |      |      |      |      |

## Sehenswürdigkeiten
- Kirche Saint-Romain

## Persönlichkeiten
- Robert Marteau (1925–2011), französischer Schriftsteller und Dichter, geboren im Ortsteil Virollet